# 博洛特納河
博洛特納河（烏克蘭語：Болотна），是烏克蘭的河流，位於該國中北部，流經日托米爾州和基輔州，屬於捷捷列夫河的左支流，河道全長26公里，流域面積143平方公里。